# Convenio de Viena para la protección de la capa de ozono
El Convenio de Viena para la protección de la capa de ozono es un acuerdo medioambiental multilateral. Se firmó en la Conferencia de Viena de 1985 y entró en vigor en 1988. En términos de universalidad,  es uno de los tratados más exitosos de todos los tiempos, habiendo sido ratificado por 197 estados (todos los miembros de Naciones Unidas, así como la Santa Sede, Niue y las Islas Cook) además de la Unión Europea.
Actúa como marco de los esfuerzos internacionales para proteger la capa de ozono. Aun así, no incluye objetivos legalmente vinculantes de reducción del uso de los CFC, los compuestos químicos principalmente responsables de la disminución de ozono. Estos objetivos se establecen en el Protocolo de Montreal, que acompaña a este Convenio de Viena.